# LessTif
LessTif は、Motifの自由ソフトウェアとしての再実装（あるいはクローン）である。LessTif は Hungry Programmers が開発している。
Motif はプロプライエタリなライセンスで配布され、ロイヤルティーの支払いが必要だが（以上は以前の話）、LessTif は GNU Lesser General Public License (LGPL) であり、制限が少ない。LessTif が開発することになったのもこのライセンス問題があったためである。
LessTif は Motif との完全なソース互換性およびバイナリ互換性を目標としている。まだ達成されていないが、Motif用アプリケーションの多くがLessTif上で動作可能か、あるいは再コンパイルによって動作可能である。
Open Motif が登場してから、Motif の代替となる選択肢が2つになった。しかし、Open Motif は名前とは裏腹にいわゆるシェアードソーススタイルであったため、LessTif も継続した。その後2012年に至って、人々の関心はもはや完全にKDE(Qt)とGNOME(GTK+)に移った後のことであったが、MotifのライセンスはLGPLに変更されている。